# 保谷市
保谷市（ほうやし）は、かつて東京都に存在した市。
東京都特別区部への通勤率は51.1%（平成12年国勢調査）。2001年（平成13年）1月21日に田無市と合併し、西東京市の一部となった。

## 地名の由来
江戸時代の文献には「穂屋」または「穂谷」の地名が用いられていた。「穂」の文字が使われていたことから、周辺に比べ水利が良く、植生が豊かな土地であることが地名の由来であると考えられている。
その後17世紀後半の元禄時代には、公文書に現在の保谷の文字が記されており、幕府に提出する書類に間違えて保谷を使い、以後この字になったとあり、現在の地名はこの頃に確定したと思われる。
西東京市の成立後その名は、駅名の保谷駅と町名（保谷町および下保谷）、創業の地があった光学機器・ガラスメーカーの社名「HOYA」として残っている。
また東京都国立市にある谷保地区では一時期作物の凶作が続いたことがあり、同地に住んでいた住民がその辺りへと移り住み
故郷の保谷を忘れないということで逆にしてつけられたという伝承もある。

## 地理
2007年現在の東京都西東京市ひばりが丘（田無市ひばりが丘団地であった三丁目2番を除く。）、ひばりが丘北、住吉町、栄町、北町、下保谷、東町、中町、泉町、保谷町、富士町、東伏見、柳沢、新町に相当する。

### 隣接していた自治体
- 東京都
  - 練馬区
  - 田無市
  - 武蔵野市
  - 東久留米市
- 埼玉県
  - 新座市

## 歴史
他の多摩地域と同様に江戸時代ごろより江戸への農産物の供給地として発展し、特に玉川上水からの分水である千川上水の開通を受け新田開発も行われた。大正時代に池袋と所沢を結ぶ武蔵野鉄道（現在の西武鉄道池袋線）が開通し、保谷駅・ひばりヶ丘駅（当時は田無町駅）が開業した。その後は鉄道により東京（市内）の糞尿を肥料とするため運び入れ、収穫した作物（野菜が中心）を出荷する近郊農業が中心となる。太平洋戦争後は都心に近いことから住宅（特に団地）開発が進み、（都営の柳沢、公団の東伏見、ひばりが丘）東京のベッドタウンとして発展する。
- 1868年（明治元年） - 武蔵国新倉郡広沢庄野方領から品川県となる。
- 1872年（明治5年） - 入間県に移る。
- 1873年（明治6年） - 熊谷県に移る。
- 1876年（明治9年） - 埼玉県に移る。
- 1889年（明治22年）4月1日 - 町村制施行にともない、埼玉県新座郡上保谷村・下保谷村・上保谷新田の区域を以て保谷村が成立。
- 1896年（明治29年）3月29日 - 新座郡が北足立郡へ編入され、同郡の所属となる。
- 1907年（明治40年）4月1日 - 埼玉県北足立郡より東京府北多摩郡に移る[2]。
- 1940年（昭和15年） - 町制施行して保谷町となる。
- 1943年（昭和18年）7月1日 - 東京都制施行にともない、東京都の所属となる。
- 1967年（昭和42年）1月1日 - 市制施行して保谷市となる。東京で17番目（田無市・国立市と同日）。
- 2001年（平成13年）1月21日 - 田無市と新設合併し西東京市が発足。同日保谷市廃止。

## 行政

### 歴代村長
- 蓮見安兵衛 1889年5月23日 - 1889年6月25日
- 保谷半六　1889年7月8日 - 1908年3月25日
- 平井週作　1908年4月7日 - 1912年3月28日
- 都築岩吉　1915年6月28日 - 1923年7月9日
- 平井忠男　1923年7月17日 - 1935年7月16日
- 本橋安太郎　1935年7月17日 - 1940年

### 歴代町長
- 本橋安太郎　1940年1942年 - 1942年12月28日
- 相田文蔵　1943年1月7日 - 1946年11月25日
- 山本一司　1947年4月5日 - 1949年7月8日
- 保谷泰三　1949年9月5日 - 1952年5月1日（死去）
- 相田文蔵　1952年6月10日 - 1953年4月30日
- 山本浅雄 1953年5月24日 - 1957年5月23日
- 原田彰俊　1957年5月24日 - 1966年12月31日

### 歴代市長
特記なき場合『日本の歴代市長 : 市制施行百年の歩み』などによる。
| 代 | 氏名     | 就任                      | 退任                      | 備考       |
| -- | -------- | ------------------------- | ------------------------- | ---------- |
| 1  | 原田彰俊 | 1967年（昭和42年）1月1日  | 1969年（昭和44年）1月25日 | 旧保谷町長 |
| 2  | 内藤利紀 | 1969年（昭和44年）1月24日 | 1977年（昭和52年）1月25日 |            |
| 3  | 都丸哲也 | 1977年（昭和52年）1月24日 | 1993年（平成5年）1月25日  |            |
| 4  | 保谷高範 | 1993年（平成5年）1月24日  | 2001年（平成13年）1月20日 | 廃止       |

## 交通

### 鉄道
- 西武鉄道
  - 池袋線：保谷駅 - ひばりヶ丘駅
  - 西武新宿線：東伏見駅 - 西武柳沢駅

### バス

#### 路線バス
基本的に多区間制運賃であるが、都区内均一運賃地域とまたがる路線も多く、市内では前乗り先払い（乗車時に行先を申告）方式と後乗り後払い方式（整理券発行）の2つの乗降方法が混在している。
- 西武バス - 上石神井営業所、滝山営業所、滝山営業所西原車庫（旧・田無営業所）管轄
- 関東バス - 武蔵野営業所管轄
- 都営バス - 合併時点では梅70系統 青梅車庫 - 柳沢駅前（西武柳沢駅）の1路線が運行していた。過去には阿佐ケ谷駅（杉並区）まで運行していたが阿佐ケ谷駅 - 田無本町二丁目間を1984年に廃止したため一旦当市から撤退。1992年に柳沢駅前へ乗り入れて市内区間が復活し、西東京市移行後の2015年まで運行を続けた（以降は小平市の花小金井駅発着）。また、新宿方面から東伏見までの路線も存在した。

#### コミュニティバス
- 保谷市コミュニティバス「キャンバス (Can Bus)」

1996年（平成8年）運行開始。西武バス上石神井営業所に運行を委託し、専用車として新車（日野・リエッセ2台、車椅子用リフト無し）を導入した。
2001年の合併にともない、翌2002年3月に西東京市「はなバス」として再編し、専用車両も引き継がれた。

## 姉妹都市・提携都市
- 下郷町（福島県南会津郡）
1980年（昭和55年）4月29日、姉妹都市提携。